# Linde in Kötzing

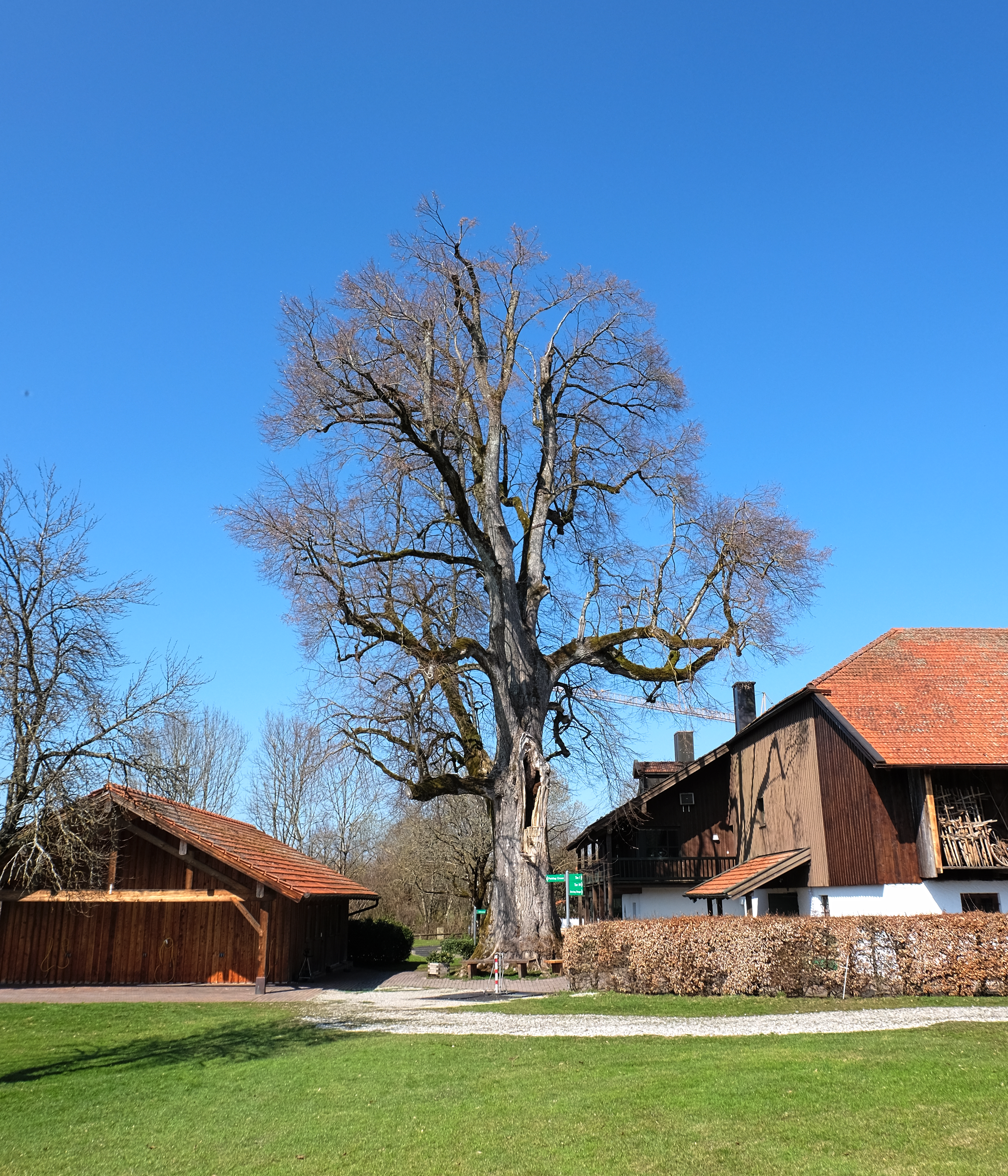
Winterlinde in Kötzing
ND-00125

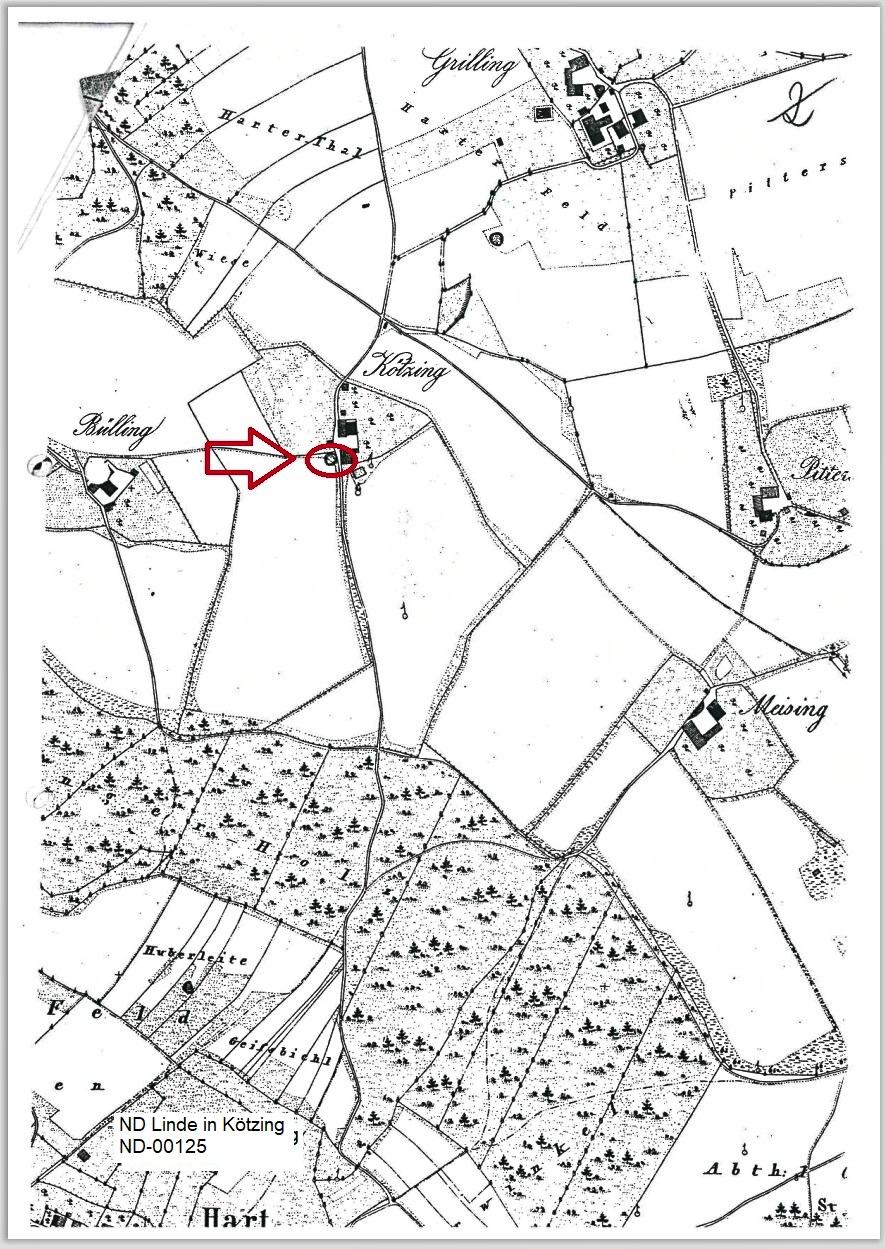
Lageplan Amtsblatt

Die Linde in Kötzing ist eine ca. 400 Jahre alte Winterlinde, die auf dem Gelände des Golfclubs Chieming, im Landkreis Traunstein steht. Sie wurde im Januar 1962 als Naturdenkmal unter Schutz gestellt. Das Bayerische Landesamt für Umwelt (LfU) führt sie unter der Nummer ND-00125.

## Standort
In der Verordnung aus dem Jahr 1962 wird beschrieben, dass der Baum den Eheleuten Johann und Amalie Siglreithmaier gehörte und auf dem Grundstück Fl.Nr. 383 der Gemarkung Hart stand. Auf dem beigefügten Plan ist ersichtlich, dass die Linde an der südwestlichen Ecke der ehemaligen Einöde stand. 
Heute gehört das Gelände rund um Kötzing dem Golfclub Chieming, der im Jahr 2022 sein 40-jähriges Gründungsjubiläum feiern konnte. 
An der Stelle des ehemaligen Bauernhofes steht heute das Clubhaus. 
Die Beschreibung auf Baumkunde.de spricht von einem Hausbaum, einem Baum nahe am Haus.

## Infos der Hinweistafel
Nach der Beschreibung auf der angebrachten Hinweistafel soll es sich bei der mächtigen Winterlinde in Kötzing um die größte und älteste Linde im Landkreis Traunstein handeln. Der Stammumfang wird mit über 7 m angegeben. Das Alter wird auf ca. 400 Jahre geschätzt. Früher soll sich in der Krone ein großes Baumhaus befunden haben, das bis zu 15 Personen aufnehmen konnte. Regelmäßig hatte sich die Jugend der näheren Umgebung hier zu Zusammenkünften (Hoagascht) getroffen.

## Zustand
Bei einem Sturm im August 2017 ist der südliche Hauptast abgebrochen. Am Stamm ist eine riesige klaffende Wunde entstanden, die den Blick in das Innere des hohlen Baumes ermöglicht. Vergleicht man Bilder aus dem Jahr 2017 und 2021, fällt auf, dass dazwischen die Hauptäste stark eingekürzt und die Höhe reduziert wurde, um den Winddruck zu minimieren.